# Heterogyna polita
Heterogyna polita är en biart som beskrevs av Antropov och Gorbatovskiy 1992. Heterogyna polita ingår i släktet Heterogyna och familjen Heterogynaidae. Inga underarter finns listade i Catalogue of Life.